# Sakai Tadamochi
Sakai Tadamochi est un nom japonais traditionnel ; le nom de famille (ou le nom d'école), Sakai, précède donc le prénom (ou le nom d'artiste).
Sakai Tadamochi (酒井 忠用, 3 janvier 1723-21 octobre 1775) est un daimyo du milieu de l'époque d'Edo.
Les Sakai font partie des clans de daimyos appelés fudai ou « clans de l'intérieur » composés de vassaux et d'alliés héréditaires du clan Tokugawa, par opposition aux clans tozama ou « clans de l'extérieur ».

## Généalogie du clan Sakai
Tadayuki est membre du branche cadette des Sakai créée en 1590.
Le clan Sakai fudai apparaît au XIVe siècle dans la province de Mikawa. Les Sakai prétendent descendre de Minamoto Arichika. Celui-ci a deux fils : l'un d'eux, Yasuchika, prend le nom de Matsudaira, et l'autre, Chikauji, celui de Sakai et cet ancêtre samouraï est à l'origine du nom de ce clan.
Sakai Hirochika, fils de Chikauji, a deux fils et leurs descendants donnent naissance aux deux principales branches du clan Sakai. Le fils cadet de Hirochika, Sakai Masachika, sert plusieurs chefs du clan Tokugawa, — Nobutada, Kiyoyasu et Hirotada et en 1561, Masachika est désigné seigneur du château de Nishio à Mikawa.
Sakai Sigetada, fils de Masachika, reçoit pour fief le domaine de Kawagoe dans la province de Musashi en 1590 et en 1601 est transféré au domaine d'Umayabashi dans la province de Kōzuke.
En 1634, Sakai Tadakatsu (1587-1662), fils de Sigetada, est transféré au domaine d'Obama dans la province de Wakasa dans lequel ses descendants demeurent jusqu'à l'ère Meiji. Dans un geste destiné à montrer une faveur spéciale aux Sakai, le deuxième shogun, Hidetada, permet l'utilisation de son « tada » personnel dans le prénom « Tadakatsu ».
Le chef de cette lignée du clan est anobli comme « comte » dans le cadre du système nobiliaire kazoku mis en place au cours de l'ère Meiji par le gouvernement de Meiji.

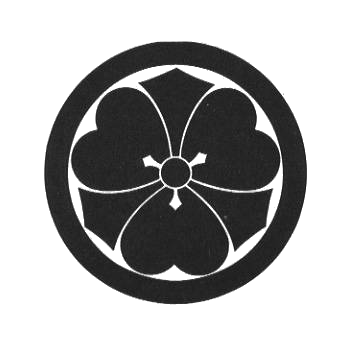
Emblème (mon) du clan Sakai.

## Fonctionnaire du shogunat Tokugawa
Tadamochi sert le shogunat Tokugawa comme 21e Kyoto shoshidai durant la période allant du 20 mai 1752 au 5 mai 1756.
En 1754, l'examen post-mortem le plus ancien enregistré au Japon est supervisé par le médecin personnel de Tadamochi. Cette enquête menée par Kosugi Genteki (1730-1791) est considérée comme très controversée par ses pairs contemporains. L'autopsie comprend l'examen du cadavre d'un criminel exécuté quelque part dans l'enceinte du temple Jidoin au nord du château de Nijō et les résultats sont finalement publiés dans le Zoshi (Description des organes) en 1759.
Sakai Tadamochi est enterré avec d'autres membres de son clan au Kuni-ji à Obama dans ce qui est à présent la préfecture de Fukui.

## Source de la traduction
- (en) Cet article est partiellement ou en totalité issu de l’article de Wikipédia en anglais intitulé « Sakai Tadamochi » (voir la liste des auteurs).